# Edda Ceccoli
Edda Ceccoli, född 26 juni 1947 i Montegiardino, är en sanmarinsk politiker som har varit landets statschef. Hennes mandatperiod började den 1 oktober 1991 och slutade i början av april nästa år.
Mellan 2000 och 2002 fungerade hon som San Marinos hälsominister.